# Sphagomyia botswana
Sphagomyia botswana är en tvåvingeart som beskrevs av Jason Gilbert Hayden Londt 2002. Sphagomyia botswana ingår i släktet Sphagomyia och familjen rovflugor.
Artens utbredningsområde är Botswana. Inga underarter finns listade i Catalogue of Life.